# Elodes tricuspis
Elodes tricuspis là một loài bọ cánh cứng trong họ Scirtidae. Loài này được Nyholm miêu tả khoa học năm 1984.